# Редландс
Редландс (на английски: Redlands) е град в окръг Сан Бернардино, щата Калифорния, Съединените американски щати.
Има население от 71 554 жители (по приблизителна оценка от 2017 г.) и обща площ от 97,01 km². Намира се на 414 m надморска височина. ЗИП кодовете му са 92373, 92374, а телефонният му код е 909.